# 環境大臣
環境大臣（日语：／）是日本內閣中掌管環境省的國務大臣。簡稱環境相。現任環境大臣是淺尾慶一郎。
2001年中央省廳再編將環境廳升格為環境省。首長職稱也從環境廳長官改為環境大臣。

## 歷代環境大臣（長官）
| 代                                   | 姓名               | 內閣                                         | 在任期間                       | 兼任                                                          |
| 國務大臣環境廳長官                   | 國務大臣環境廳長官 | 國務大臣環境廳長官                           | 國務大臣環境廳長官             | 國務大臣環境廳長官                                            |
| ------------------------------------ | ------------------ | -------------------------------------------- | ------------------------------ | ------------------------------------------------------------- |
| 1                                    | 山中貞則           | 第3次佐藤內閣                                | 1971年7月1日 - 1971年7月5日    | 總理府總務長官                                                |
| 2                                    | 大石武一           | 第3次佐藤內閣                                | 1971年7月5日 -1972年7月7日     |                                                               |
| 3                                    | 小山長規           | 第1次田中角榮內閣                            | 1972年7月7日 - 1972年12月22日  |                                                               |
| 4                                    | 三木武夫           | 第2次田中角榮內閣                            | 1972年12月22日 -1974年7月12日  | 副總理                                                        |
| 5                                    | 毛利松平           | 第2次田中角榮內閣                            | 1974年7月12日 - 1974年12月9日  |                                                               |
| 6                                    | 小澤辰男           | 三木內閣                                     | 1974年12月9日 -1976年9月15日   |                                                               |
| 7                                    | 丸茂重貞           | 三木內閣                                     | 1976年9月15日 - 1976年12月24日 |                                                               |
| 8                                    | 石原慎太郎         | 福田赳夫內閣                                 | 1976年12月24日 -1977年11月28日 |                                                               |
| 9                                    | 山田久就           | 福田赳夫內閣                                 | 1977年11月28日 -1978年12月7日  |                                                               |
| 10                                   | 上村千一郎         | 第1次大平內閣                                | 1978年12月7日 -1979年11月9日   |                                                               |
| 11                                   | 土屋義彥           | 第2次大平內閣                                | 1979年11月9日 -1980年7月17日   |                                                               |
| 12                                   | 鯨岡兵輔           | 鈴木善幸內閣                                 | 1980年7月17日 -1981年11月30日  |                                                               |
| 13                                   | 原文兵衛           | 鈴木善幸內閣                                 | 1981年11月30日 -1982年11月27日 |                                                               |
| 14                                   | 梶木又三           | 第1次中曾根內閣                              | 1982年11月27日 -1983年12月27日 |                                                               |
| 15                                   | 上田稔             | 第2次中曾根內閣                              | 1983年12月27日 -1984年11月1日  |                                                               |
| 16                                   | 石本茂             | 第2次中曾根內閣                              | 1984年11月1日 -1985年12月28日  |                                                               |
| 17                                   | 森美秀             | 第2次中曾根內閣                              | 1985年12月28日 -1986年7月22日  |                                                               |
| 18                                   | 稻村利幸           | 第3次中曾根內閣                              | 1986年7月22日 -1987年11月6日   |                                                               |
| 19                                   | 堀內俊夫           | 竹下內閣                                     | 1987年11月6日 -1988年12月27日  |                                                               |
| 20                                   | 青木正久           | 竹下內閣                                     | 1988年12月27日 -1989年6月3日   |                                                               |
| 國務大臣環境廳長官・地球環境問題擔當 |                    |                                              |                                |                                                               |
| 21                                   | 山崎龍男           | 宇野內閣                                     | 1989年6月3日 - 1989年8月10日   | 地球環境問題擔當發令日1989年7月11日                           |
| 22                                   | 森山真弓           | 第1次海部內閣                                | 1989年8月10日 - 1989年8月25日  |                                                               |
| 23                                   | 志賀節             | 第1次海部內閣                                | 1989年8月25日 -1990年2月28日   |                                                               |
| 24                                   | 北川石松           | 第2次海部內閣                                | 1990年2月28日 - 1990年12月29日 |                                                               |
| 25                                   | 愛知和男           | 第2次海部內閣                                | 1990年12月29日 -1991年11月5日  |                                                               |
| 26                                   | 中村正三郎         | 宮澤內閣                                     | 1991年11月5日 -1992年12月12日  |                                                               |
| 27                                   | 林大幹             | 宮澤內閣                                     | 1992年12月12日 -1993年8月9日   |                                                               |
| 28                                   | 廣中和歌子         | 細川內閣                                     | 1993年8月9日 -1994年4月28日    |                                                               |
| -                                    | 羽田孜             | 羽田內閣                                     | 1994年4月28日                  | 內閣總理大臣環境廳長官事務取扱（地球環境問題擔當）            |
| 29                                   | 濱四津敏子         | 羽田內閣                                     | 1994年4月28日 - 1994年6月30日  |                                                               |
| 30                                   | 櫻井新             | 村山內閣                                     | 1994年6月30日 - 1994年8月14日  |                                                               |
| 31                                   | 宮下創平           | 村山內閣                                     | 1994年8月14日 -1995年8月8日    |                                                               |
| 32                                   | 大島理森           | 村山內閣                                     | 1995年8月8日 -1996年1月11日    |                                                               |
| 33                                   | 岩垂壽喜男         | 第1次橋本內閣                                | 1996年1月11日 - 1996年11月7日  |                                                               |
| 34                                   | 石井道子           | 第2次橋本內閣                                | 1996年11月7日 -1997年9月11日   |                                                               |
| 35                                   | 大木浩             | 第2次橋本內閣                                | 1997年9月11日 -1998年7月30日   |                                                               |
| 36                                   | 真鍋賢二           | 小淵內閣                                     | 1998年7月30日 -1999年10月5日   |                                                               |
| 37                                   | 清水嘉與子         | 小淵內閣                                     | 1999年10月5日 -2000年4月5日    |                                                               |
| 38                                   | 清水嘉與子         | 第1次森內閣                                  | 2000年4月5日 - 2000年7月4日    |                                                               |
| 39                                   | 川口順子           | 第2次森內閣                                  | 2000年7月4日 -2001年1月5日     |                                                               |
| 環境大臣・地球環境問題擔當           |                    |                                              |                                |                                                               |
| 1                                    | 川口順子           | 第2次森內閣                                  | 2001年1月6日 - 2001年4月26日   |                                                               |
| 2                                    | 川口順子           | 第1次小泉內閣                                | 2001年4月26日 -2002年2月8日    | 外務大臣（2002年2月1日以後）                                  |
| 3                                    | 大木浩             | 第1次小泉內閣                                | 2002年2月8日 - 2002年9月30日   |                                                               |
| 4                                    | 鈴木俊一           | 第1次小泉內閣                                | 2002年9月30日 -2003年9月22日   |                                                               |
| 5                                    | 小池百合子         | 第1次小泉內閣                                | 2003年9月22日 - 2003年11月19日 |                                                               |
| 6                                    | 小池百合子         | 第2次小泉內閣                                | 2003年11月19日 -2005年9月21日  | 內閣府特命擔當大臣（沖繩及北方對策擔當）（2004年9月27日以後） |
| 7                                    | 小池百合子         | 第3次小泉內閣                                | 2005年9月21日 -2006年9月26日   | 內閣府特命擔當大臣（沖縄及北方対策擔當）                      |
| 8                                    | 若林正俊           | 第1次安倍內閣                                | 2006年9月26日 - 2007年8月27日  | 農林水產大臣臨時代理 農林水產大臣（2007年8月1日以後）         |
| 9                                    | 鴨下一郎           | 第1次安倍改造內閣                            | 2007年8月27日 - 2007年9月26日  |                                                               |
| 10                                   | 鴨下一郎           | 福田康夫內閣                                 | 2007年9月26日 - 2008年8月2日   |                                                               |
| 環境大臣                             |                    |                                              |                                |                                                               |
| 11                                   | 齊藤鐵夫           | 福田康夫改造內閣                             | 2008年8月2日 - 2008年9月24日   |                                                               |
| 12                                   | 齊藤鐵夫           | 麻生內閣                                     | 2008年9月24日 -2009年9月16日   |                                                               |
| 13                                   | 小澤銳仁           | 鳩山由紀夫內閣                               | 2009年9月16日 - 2010年6月8日   |                                                               |
| 14                                   | 小澤銳仁           | 菅直人內閣                                   | 2010年6月8日 - 2010年9月17日   |                                                               |
| 15                                   | 松本龍             | 菅直人第1次改造內閣 菅直人第2次改造內閣      | 2010年9月17日 - 2011年6月27日  | 內閣府特命擔當大臣（防災擔當）                                |
| 16                                   | 江田五月           | 菅直人第2次改造內閣                          | 2011年6月27日 - 2011年9月2日   | 法務大臣                                                      |
| 17                                   | 細野豪志           | 野田內閣 野田第1次改造內閣 野田第2次改造內閣 | 2011年9月2日 - 2012年10月1日   | 內閣府特命擔當大臣（原子能損害賠償支援機構擔當）              |
| 18                                   | 長濱博行           | 野田第3次改造內閣                            | 2012年10月1日 - 2012年12月26日 | 內閣府特命擔當大臣（原子能損害賠償支援機構擔當）              |
| 19                                   | 石原伸晃           | 第2次安倍內閣                                | 2012年12月26日 - 2014年9月3日  | 內閣府特命擔當大臣（原子能防災）                              |
| 20                                   | 望月義夫           | 第2次安倍改造內閣                            | 2014年9月3日 - 2014年12月24日  | 內閣府特命擔當大臣（原子能防災）                              |
| 21                                   | 望月義夫           | 第3次安倍內閣                                | 2014年12月24日 - 2015年10月7日 | 內閣府特命擔當大臣（原子能防災）                              |
| 22                                   | 丸川珠代           | 第3次安倍改造內閣                            | 2015年10月7日 - 2016年8月3日   | 內閣府特命擔當大臣（原子能防災）                              |
| 23                                   | 山本公一           | 第3次安倍第2次改造內閣                       | 2016年8月3日 - 2017年8月3日    | 內閣府特命擔當大臣（原子能防災）                              |
| 24                                   | 中川雅治           | 第3次安倍第3次改造內閣                       | 2017年8月3日 - 2017年11月1日   | 內閣府特命擔當大臣（原子能防災）                              |
| 25                                   | 中川雅治           | 第4次安倍內閣                                | 2017年11月1日 - 2018年10月2日  | 內閣府特命擔當大臣（原子能防災）                              |
| 26                                   | 原田義昭           | 第4次安倍第1次改造內閣                       | 2018年10月2日 - 2019年9月11日  | 內閣府特命擔當大臣（原子能防災）                              |
| 27                                   | 小泉進次郎         | 第4次安倍第2次改造內閣                       | 2019年9月11日 - 2020年9月16日  | 內閣府特命擔當大臣（原子能防災）                              |
| 28                                   | 小泉進次郎         | 菅義偉內閣                                   | 2020年9月16日 - 2021年10月4日  | 內閣府特命擔當大臣（原子能防災）                              |
| 29                                   | 山口壯             | 第一次岸田內閣                               | 2021年10月4日 - 2021年11月10日 | 內閣府特命擔當大臣（原子能防災）                              |
| 30                                   | 山口壯             | 第二次岸田內閣                               | 2021年11月10日 - 2022年8月10日 | 內閣府特命擔當大臣（原子能防災）                              |
| 31                                   | 西村明宏           | 第二次岸田第1次改造内閣                      | 2022年8月10日 -2023年9月13日   | 內閣府特命擔當大臣（原子能防災）                              |
| 32                                   | 伊藤信太郎         | 第二次岸田第2次改造内閣                      | 2023年9月13日 -2024年10月1日   | 內閣府特命擔當大臣（原子能防災）                              |
| 33                                   | 淺尾慶一郎         | 石破内閣                                     | 2024年10月1日 -                | 內閣府特命擔當大臣（原子力防災）                              |

## 外部連結
- 環境省：大臣・副大臣・大臣政務官 （页面存档备份，存于）